# Caravana de mujeres
 Caravana de mujeres (título original en inglés: Westward the Women) es una película wéstern estadounidense de 1951 dirigida por William A. Wellman y protagonizada por Robert Taylor, Denise Darcel y John McIntire. 

## Argumento
En 1851, Roy Whitman quiere evitar que los hombres solitarios que viven en Whitman's Valley se vayan, por lo que decide traer mujeres respetables del Este a California para ellos casarse con ellas. Roy contrata al experimentado aunque escéptico maestro de carretas Buck Wyatt para conducir una caravana a lo largo de la Ruta de California. En Chicago, Roy recluta a 138 «buenas mujeres», que no se amedrentan cuando Buck les dice que un tercio de ellas no sobrevivirá al viaje. Las mujeres van desde Patience, una viuda mayor de New Bedford, hasta Rose Meyers, una mujer embarazada y soltera que busca un futuro mejor. Las mujeres eligen a sus posibles parejas a partir de fotografías de daguerrotipo pegadas a un tablero de exhibición. Dos coristas, Fifi Danon y Laurie Smith, se cambian apresuradamente su ropa llamativa cuando otras como ellas son rechazadas antes de presentarse ante Roy y Buck. Whitman no se deja engañar, pero está convencido de que desean reformarse. Él las acepta, elevando el recuento total a 140 mujeres.
Whiteman y Wyatt llevan a las mujeres a St. Joseph, Misuri, donde las esperan carretas, caballos y mulas, junto con 15 peones contratados por Buck. Ito, un japonés diminuto y decidido, convence a Buck para que lo acepte como cocinero. Antes de partir, Buck advierte a los hombres y a las mujeres que se mantengan alejados unos de otros, ya que ha visto caravanas destrozadas por travesuras románticas. Cuatro mujeres experimentadas enseñan a las demás a enjaezar animales de tiro y a conducir los carros. Después de una semana de entrenamiento, la caravana se dirige al oeste.
Durante el viaje, Buck ejecuta a un hombre tras violar a Laurie. Como resultado, todos los peones, excepto dos, desertan durante la noche, y ocho mujeres los acompañan. Esto deja solo a Buck, Roy, Ito y Sid Cutler, quien se ha enamorado de Rose. Roy decide que deben regresar, pero como están a mitad de camino de su destino, Buck cree que las mujeres pueden «hacer el trabajo de un hombre» y terminar el difícil viaje. Les entrena cómo disparar para defenderse. El joven Tony Moroni, el único niño en la caravana, muere accidentalmente durante una práctica con armas de fuego. Cuando su angustiada madre viuda (que sólo habla italiano) se niega a abandonar la tumba de su hijo, Buck la deja inconsciente, la ata (para que no se suicide) y la mete en la carreta de Patience y Rose.
Las mujeres perseveran a través de dificultades y peligros, incluida una estampida y un peligroso descenso por un sendero empinado y rocoso que mata a una mujer. Un ataque indio se cobra la vida de Roy, Sid y seis mujeres. Cuando una tormenta socava la orilla del río, el carro de Fifi y Laurie se hunde en el agua, ahogando a Laurie. Poco a poco, Fifi comienza a descongelar la actitud de Buck hacia las mujeres en general y hacia ella en particular. Ella y Buck se enamoran.
Al borde del desierto, Buck ordena que aligeren los carros, dejando atrás muebles y ropa elegante. Mientras avanzan por la arena, Rose se pone de parto y da a luz a un niño.
Después de cruzar el desierto, llegan a un pequeño lago en el límite de Whitman's Valley. Las mujeres se niegan a ir más lejos hasta que Buck les traiga ropa decente para que luzcan presentables ante sus futuros maridos. Buck se adelanta y les dice a los hombres que busquen cualquier material que puedan con el que las mujeres puedan hacer ropa nueva. Con vestidos adecuados, las damas conducen hasta la ciudad. Patience advierte que las mujeres serán las que elijan mientras se emparejan con los hombres cuyas fotografías eligieron. La señora Moroni conoce a un productor de cítricos italiano y un hombre acepta de buen grado a Rose y su bebé. Mientras los hombres y las mujeres bailan, algunas parejas hacen fila para que un predicador las case. Ito convence a Fifi para que se trague su orgullo y vaya con Buck, quien finge que se está preparando para salir. Se unen a la fila que espera al ministro.

## Reparto
- Robert Taylor como Buck Wyatt.
- Denise Darcel como Fifi Danon.
- John McIntire como Roy E. Whitman.
- Hope Emerson como Patience Hawley.
- Julie Bishop como Laurie Smith.
- Lenore Lonergan como Maggie O'Malley.
- Henry Nakamura como Ito.
- Marilyn Erskine como Jean Johnson.
- Beverly Dennis como Rose Meyers.
- Renata Vanni como la Sra. Moroni.
- Pat Conway como Sid Cutler (sin acreditar).
- Guido Martufi como Antonio Moroni (sin acreditar).

## Producción
Frank Capra, quien recibe el crédito de la historia, originalmente tenía la intención de hacer esta película él mismo; siempre había querido hacer un wéstern, con suerte con Gary Cooper, pero Paramount no estaba interesado. Le mencionó la idea a Wellman, quien le preguntó si podía intentarlo. Capra le dio su bendición y Wellman se lo propuso a Dore Schary de MGM, quien le dio el visto bueno y le gustó tanto el concepto que lo produjo él mismo.
Un documental incluido en el DVD de la película afirma que fue filmada en varios lugares del condado de Kane, Utah. Los lugares de rodaje también incluyen Johnson Canyon, Gap, Paria y Surprise Valley en Utah. El documental también menciona que todas las actrices tuvieron que aprender a conducir un tiro de cuatro caballos tirando de una carreta. 

## Recepción
Según los registros de MGM, la película ganó 2 640 000 dólares en Estados Unidos y Canadá y 1 356 000 dólares en otros lugares, lo que resultó en una ganancia de 266 000 dólares. 

## Adaptación radiofónica
Westward the Women se presentó en Lux Radio Theatre el 29 de diciembre de 1952. Taylor y Darcel recrearon sus papeles de la película en la adaptación de una hora.

## Caravanas de mujeres
En 1985, el pueblo español de Plan fue noticia nacional cuando los solteros locales organizaron una caravana de mujeres después de ver una emisión por televisión de la película. En el momento en que surgió la idea, había más de cuarenta hombres solteros en el pueblo y solo una soltera, ya que la mayoría de las jóvenes locales habían emigrado a la ciudad. Un anuncio en la prensa pidiendo «mujeres de entre veinte y cuarenta años con intenciones matrimoniales para un pueblo de los Pirineos» se saldó con un total de treinta y tres matrimonios.
A lo largo de los siguientes veinte años, otros pueblos de zonas españolas con despoblación lo imitaron organizando «caravanas» similares.